# فرودگاه سللویت
فرودگاه سللویت (به انگلیسی: Salluit Airport) یک فرودگاه همگانی باربری با کد یاتا YZG است که یک باند فرود شن دارد و طول باند آن ۱۰۷۰ متر است. این فرودگاه در کشور کانادا قرار دارد و در ارتفاع ۲۲۶ متری از سطح دریا واقع شده است.

## شرکت‌های هواپیمایی و مقصدهای پروازی
| شرکت‌های هواپیمایی | مقصدهای پروازی |
| ----------------- | --- |
| ایر اینویت        | اکولیویک، اوپالوک، اینوکخوآک، ایووییویک، کانگیکسویواک، کانگیرسوک، کویواک، کویواراپیک، مونترآل-پییر الیوت ترودو، پوویرنیتوک، کواگتاگ، ژان لوساژ شهر کبک، سنیکیلواق، سچففرویلل، تاسیوجاک، اومیوجاک |